# Chabówka
Chabówka – wieś w Polsce położona w województwie małopolskim, w powiecie nowotarskim, w gminie Rabka-Zdrój. W latach 1975–1998 miejscowość administracyjnie należała do województwa nowosądeckiego.
W 1595 roku wieś położona w powiecie szczyrzyckim województwa krakowskiego była własnością kasztelanowej krakowskiej Anny z Sieniawskich Jordanowej.

## Położenie
Pod względem geograficznym miejscowość znajduje się w Kotlinie Rabczańskiej.
Przez miejscowość przechodzi łącząca Kraków z Zakopanem droga krajowa nr 47, będąca częścią Zakopianki. Chabówka jest węzłem kolejowym na trasie do Zakopanego – łączą się tu linie z Krakowa przez Suchą Beskidzką, Nowego Sącza (przez Rabkę Zdrój). W bliskim sąsiedztwie dworca znajduje się Skansen taboru kolejowego w Chabówce, na którego terenie corocznie organizowana jest Parowozjada.
Chabówka leży w zachodniej części gminy Rabka-Zdrój, w której znajdują się również: miasto Rabka oraz wsie Rdzawka i Ponice. Chabówka korzysta z sąsiedztwa Rabki, które jest znanym uzdrowiskiem i stara się przyciągnąć turystów. Przyjezdnym oferuje takie atrakcje jak stadnina koni huculskich, wyciągi narciarskie, skansen taboru kolejowego.

## Części wsi
| SIMC    | Nazwa            | Rodzaj    |
| ------- | ---------------- | --------- |
| 0463473 | Do Głowacza      | część wsi |
| 1050075 | Jędrachowa       | część wsi |
| 0463480 | Karczmarczykówka | część wsi |
| 0463496 | Kroczkówka       | część wsi |
| 0463504 | Lachówka         | część wsi |
| 0463510 | Możdżeniówka     | część wsi |
| 0463527 | Palarzówka       | część wsi |
| 0463533 | Worwówka         | część wsi |
| 0463540 | Wydrówka         | część wsi |
| 0463556 | Zagroda          | część wsi |
| 0463562 | Zębalówka        | część wsi |

## Religia
Większość mieszkańców wsi stanowią wyznawcy Kościoła rzymskokatolickiego. W Chabówce znajdują się:
- kościół parafialny pod wezwaniem Św. Brata Alberta, zbudowany w 1994 r.;
- zabytkowy kościół pw. św. Krzyża z 1757 r.

W około 1690 r. w okolicach dzisiejszego kościółka niewidomy mieszkaniec Chabówki Tomasz Mucharski przy niewielkiej figurce Męki Pańskiej wpierw odzyskał wzrok, a w chwilę potem ujrzał, jakoby figurka ta promieniała nieziemską jasnością. Po tym cudownym uzdrowieniu okoliczni mieszkańcy wybudowali tu kapliczkę w około 1700 r. Kapliczka nie była odnawiana przez około 30 lat i zniszczała tak bardzo, że przed rokiem 1728 wybudowano drugą, tym razem już z materialnym wsparciem bogatego magnata. Ufundował on w kaplicy piękny drewniany krzyż, który zasłynął cudownymi łaskami.
Do dziś żyje w tradycji ustnej legenda o cudownym powstaniu kościółka. Mówi ona, że przed wieloma laty pewien bogaty kupiec, podążając w celach handlowych na Węgry, właśnie w tej okolicy został napadnięty przez zgraję zbójców. Otoczony ze wszystkich stron podróżnik wzniósł oczy i ręce ku niebu, wołając: „Krzyżu Święty ratuj mnie!”. Na głos modlitwy pobożnego kupca ukazał się nad wozem krzyż wśród ognistych płomieni, a cały pobliski las zaczął się kołysać. Zbójnicy na widok tego cudu skamienieli, a kupiec wybudował tenże kościółek.
We wsi działalność prowadzi także protestancki zbór należący do Kościoła Wolnych Chrześcijan.

## Zabytki
Obiekt wpisany do rejestru zabytków nieruchomych województwa małopolskiego.
- Kościół pw. św. Krzyża na Obidowej

## Transport
W miejscowości znajduje się stacja węzłowa Chabówka, z której wybiegają linie kolejowe: nr 104, nr 99 oraz linia kolejowa nr 98. Na stacji Chabówka zatrzymują się pociągi regio łączące Kraków, Zakopane, Suchą Beskidzką. W grudniu 2023 otwarto przystanek kolejowy Chabówka Stadion, by przyśpieszyć przejazd pociągów pośpiesznych z Krakowa do Zakopanego bez zmiany czoła na stacji Chabówka.